# Gmina Žakanje
Gmina Žakanje (chorw. Općina Žakanje) – gmina w Chorwacji, w żupanii karlowackiej. W 2011 roku liczyła  1889 mieszkańców.